# Sæby Sogn (Lejre Kommune)
 For alternative betydninger, se Sæby Sogn. (Se også artikler, som begynder med Sæby Sogn)
Sæby Sogn er et sogn i Lejre Provsti (Roskilde Stift).
I 1800-tallet var Gershøj Sogn anneks til Sæby Sogn. Begge sogne hørte til Voldborg Herred i Roskilde Amt. Sæby-Gershøj sognekommune blev ved kommunalreformen i 1970 indlemmet i Bramsnæs Kommune, der ved strukturreformen i 2007 indgik i Lejre Kommune.
I Sæby Sogn ligger Sæby Kirke.
I sognet findes følgende autoriserede stednavne:
- Biltris (bebyggelse, ejerlav)
- Egholm (ejerlav, landbrugsejendom)
- Egholm Møllegård (landbrugsejendom)
- Enghave (areal)
- Holtensminde (bebyggelse)
- Lillemose (bebyggelse)
- Solbakken (areal)
- Sæby (bebyggelse, ejerlav)
- Sæby Præstemark (bebyggelse)